# Alexander Zyskunov
Alexander Zyskunov, auch Alexander Ziskunov (* 17. Mai 1977 in Kasachstan) ist ein ehemaliger belarussisch-deutscher Basketballspieler.

## Laufbahn
Der in Kasachstan geborene Zyskunov spielte in Belarus für eine Hochschulmannschaft und wechselte 1996 aus Minsk in die Vereinigten Staaten. Er gehörte in den Spieljahren 1996/97 sowie 1997/98 der Mannschaft der Fordham University an und wurde in dieser Zeit in 52 Spielen eingesetzt (2,4 Punkte, 2,5 Rebounds/Spiel).
Er spielte später wieder in Belarus, in der Saison 2004/05 stand der 2,09 Meter große Power Forward und Innenspieler bei der Mannschaft Sumykhimprom in Sumy unter Vertrag und nahm mit ihr am europäischen Vereinswettbewerb FIBA Europe Cup teil. Im weiteren Verlauf des Spieljahres spielte er bei CSU Sibiu in Rumänien. In der Saison 2005/06 bestritt er in Deutschland drei Regionalliga-Begegnungen für den TV 1919 Rastatt-Rheinau und spielte zeitweise bei den Dornbirn Lions in der österreichischen Bundesliga.
2006/07 war Zyskunov Spieler des deutschen Zweitligisten VfL Kirchheim Knights, in der Saison 2007/08 stand er in Diensten der Eisbären Bremerhaven und wurde in 17 Begegnungen der Basketball-Bundesliga eingesetzt. 2008/09 gehörte Zyskunov der Mannschaft des Zweitligisten Kaiserslautern Braves an. In der Sommerpause 2009 wechselte Zyskunov zu einem anderen deutschen Zweitligisten, BV Chemnitz 99. Zum Abschluss seiner Laufbahn als Berufsbasketballspieler stand er in der Saison 2010/11 in Diensten der BG Karlsruhe in der 2. Bundesliga.
Zyskunov war im Jugend- und im Erwachsenenbereich belarussischer Nationalspieler.